# Adrianichthyidae
Famille
Les Adrianichthyidae sont une famille de poissons de l'ordre des Beloniformes.

## Liste des genres
Selon BioLib (10 juin 2019) :
- genre Adrianichthys Weber, 1913
- genre Oryzias Jordan & Snyder, 1906

## Galerie de photos

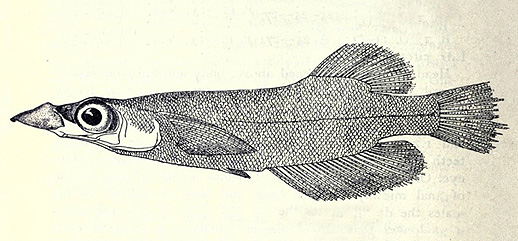
Adrianichthys kruyti
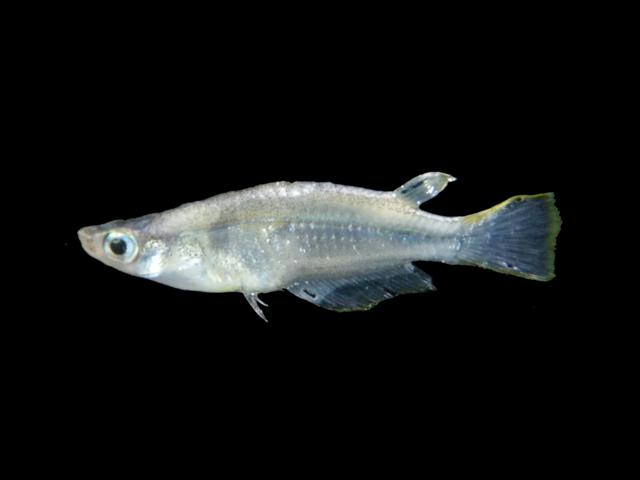
Oryzias javanicus
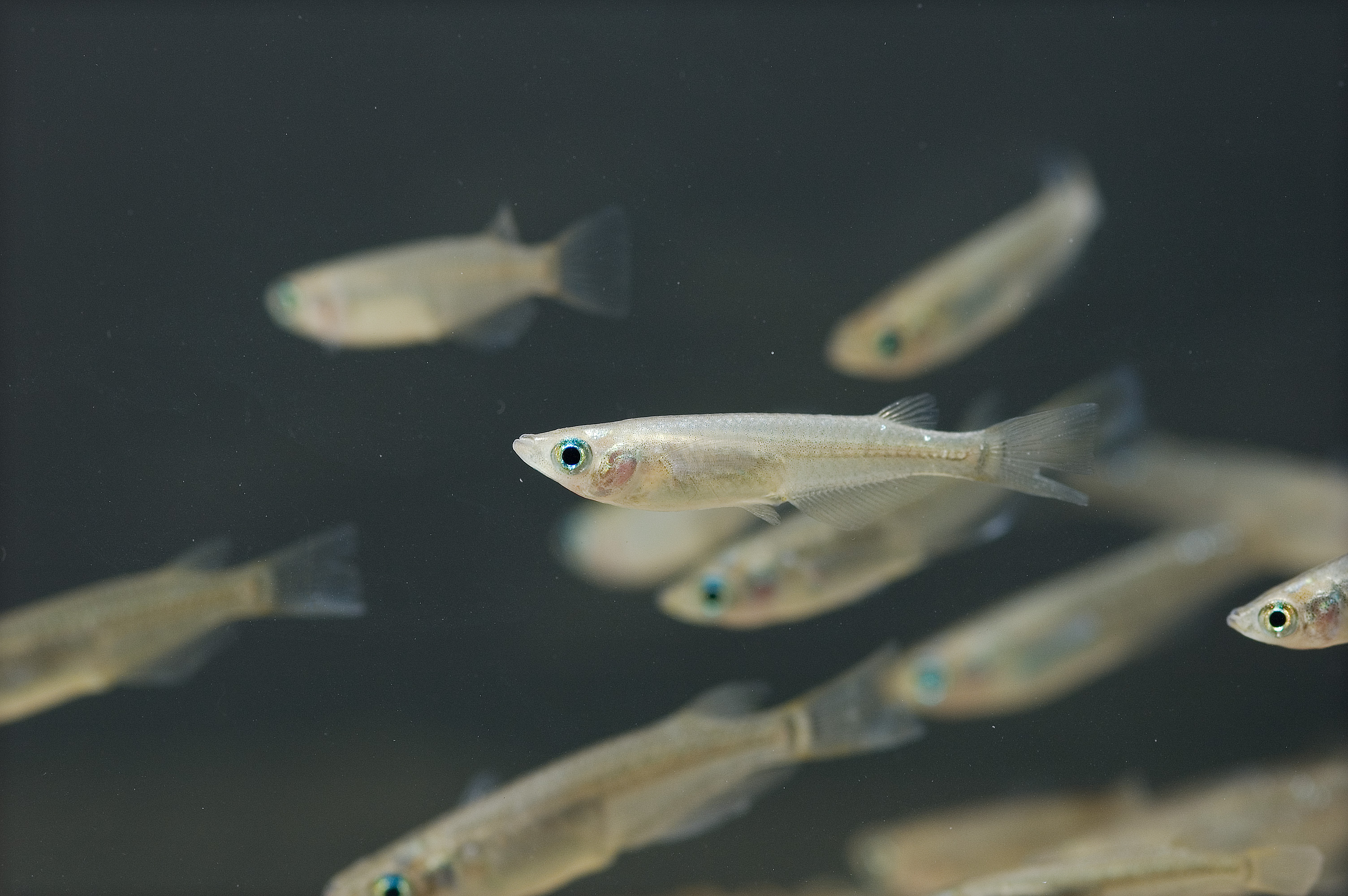
Oryzias latipes
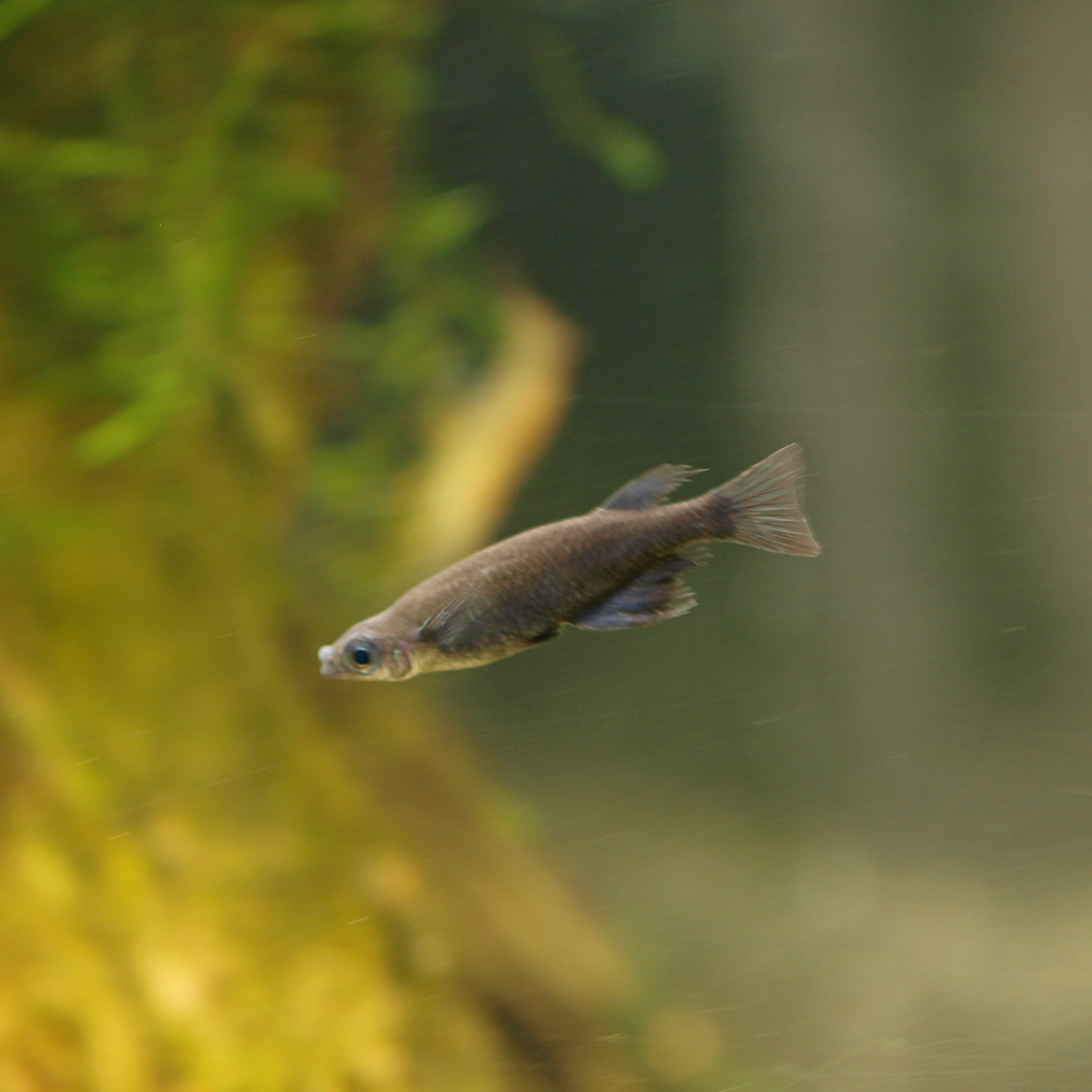
Oryzias nigrimas
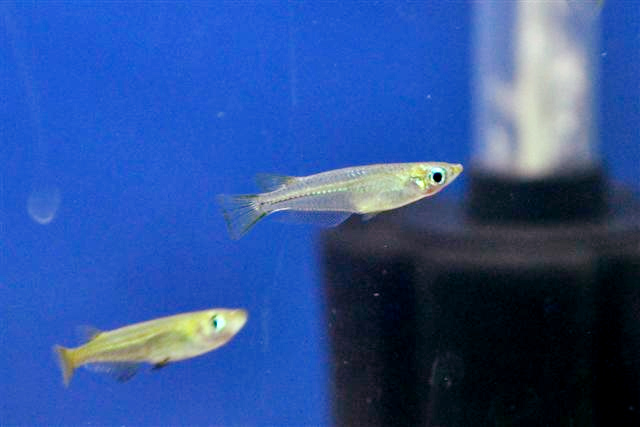
Oryzias sinensis
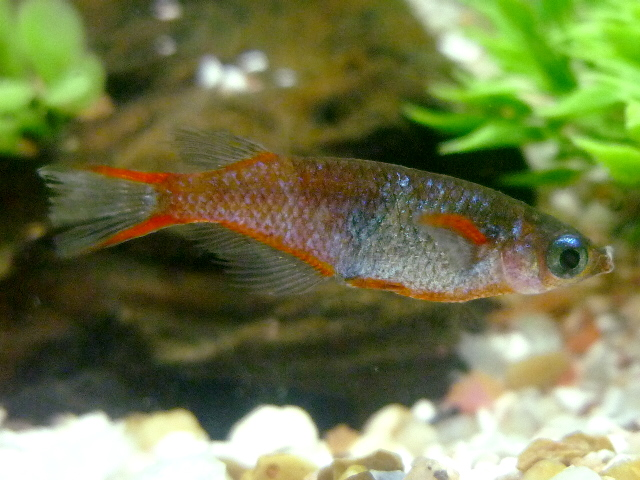
Oryzias woworae